# كاش تاكسي مصر (برنامج تلفزيوني)
كاش تاكسي مصر، برنامج مسابقات ترفيهي تدور مجرياته بداخل سيارة أجرة عمومية. هو النسخة العربية المصرية من البرنامج البريطاني "Cash Cab".
انطلقت النسخة المصرية في أول أيام شهر رمضان في 10 يوليو واستمرت حتى 10 أغسطس 2013.قدمته الممثلة المصرية نشوى مصطفى على قناة إم بي سي مصر وتم تسجيل 30 حلقة، مدة كل واحدة نصف ساعة في مدينة القاهرة.

## فكرة البرنامج
تقوم نشوى مصطفى بدور سائق سيارة أجرة، الذي تجول مختلف شوارع القاهرة بحثا عن ركاب لتقوم بتوصيلهم إلى وجهتهم المطلوبة. خلال المشوار، تقوم بطرح عدة أسئلة على الراكب يتراوح عددها حسب بعد المكان الذي تم تحديده في بداية الرحلة. ولكن بحسب قواعد المسابقة يبلغ عدد الأسئلة الإجمالي 15 سؤالا موزعة على ثلاثة مجموعات على الشكل التالي:
- المجموعة الأولى: خمس أسئلة، قيمة كل واحد 250 جنيه مصري، وهي غالبا سهلة؛
- المجموعة الثانية: خمس أسئلة، قيمة كل واحد 500 جنيه مصري، وهي متوسطة الصعوبة؛
- المجموعة الثالثة: خمس أسئلة، قيمة كل واحد 750 جنيه مصري، وهي صعبة؛

لدى للمتسابق ثلاثة فرص للخطأ، إذا استهلكها يخسر كل الرصيد الحاصل عليه حتى ذلك الحين ويتم تنزيله من السيارة دون توصيله إلى المكان المستهدف وأخذ راكب جديد وبدأ لعبة جديدة.
و لدى المتسابق وسيلتان للمساعدة، يمكن استعمالهما لمرة واحدة فقط عندما يحتاج أو يكون لديه شك في الجواب وهما:
- الإتصال بصديق: وذلك عبر استخدام هاتفه الجوال؛
- سؤال أحد المارة: تقوم نشوى مصطفى بتوقيف السيارة لكي يطرح المتسابق السؤال على شخصا ما، من المارة في الشارع، ربما لديه الجواب الصحيح.